# Alicante (provincie)
Alicante (Valenciaans: Alacant) is de zuidelijkste provincie van de autonome regio Valencia in Spanje. De provincie is gelegen aan de Middellandse Zee en heeft als hoofdstad de stad Alicante.
Alicante heeft 1.926.285 inwoners (2010) verdeeld over 141 gemeenten. Daarmee is dit een van de Spaanse provincies met de grootste bevolkingsdichtheid.

## Industrie
Belangrijke industrieën in Alicante zijn de schoenindustrie, de textielindustrie, de vervaardiging van amandelnoga, speelgoed en consumptie-ijs. Daarnaast speelt toerisme een grote rol in Alicante.

## Historie
In de 14e eeuw werd Alicante definitief opgenomen in het Koninkrijk Valencia. Daarvóór werd Alicante overheerst door de Arabieren. In de 18e eeuw werd een centralistisch bewind ingesteld door de Spaanse monarchie. De naam Alicante (Alacant in het Valenciaans) zou afgeleid zijn van het Arabische Allah Kanth hetgeen Land van God betekent.

## Bezienswaardigheden

### Natuur
Alicante heeft zes natuurparken:
- La Font Roja (bij Alcoy en Ibi)
- Peñón de Ifach (bij Calpe)
- Montgó (bij Dénia en Jávea)
- Salinas de Santa Pola (bij Santa Pola)
- Lagunas de la Mata y Torrevieja (bij Torrevieja)
- El Honde de Elche.

Daarnaast zijn er de zeereservaten van het eiland Tabarca, de Kaap van La Nao en de Kaap van San Antonio.

### Steden/dorpen
- Diverse bezienswaardigheden in de stad Alicante, zie aldaar.
- Het bergdorp Guadalest.

## Bestuurlijke indeling
De provincie Alicante bestaat uit 9 comarca's die op hun beurt uit gemeenten bestaan. De comarca's van Alicante zijn:
- Hoya de Alcoy
- Condado de Cocentaina
- Marina Alta
- Marina Baja
- Alto Vinalopó
- Medio Vinalopó
- Bajo Vinalopó
- Campo de Alicante
- Vega Baja del Segura

Zie voor de gemeenten in Alicante de lijst van gemeenten in provincie Alicante.

## Demografische ontwikkeling
Bron: INE
Opm: Bevolkingscijfers in duizendtallen
Provincies: Alicante · Castellón · Valencia

Comarques: Alacantí · Alcoià · Alcalatén · Alt Maestrat · Alt Millars · Alt Palància · Alt Vinalopó · Baix Maestrat · Baix Segura · Baix Vinalopó · Camp de Morvedre · Camp de Túria · Canal de Navarrés · Comtat · Costera · Foia de Bunyol · Horta Nord · Horta Oest · Horta Sud · Marina Alta · Marina Baixa · Ports · Plana Alta · Plana Baixa · Plana d'Utiel · Racó · Ribera Alta · Ribera Baixa · Safor · Serrans · Valencia · Vall d'Albaida · Vall de Cofrents · Vinalopó Mitjà